# De Bree

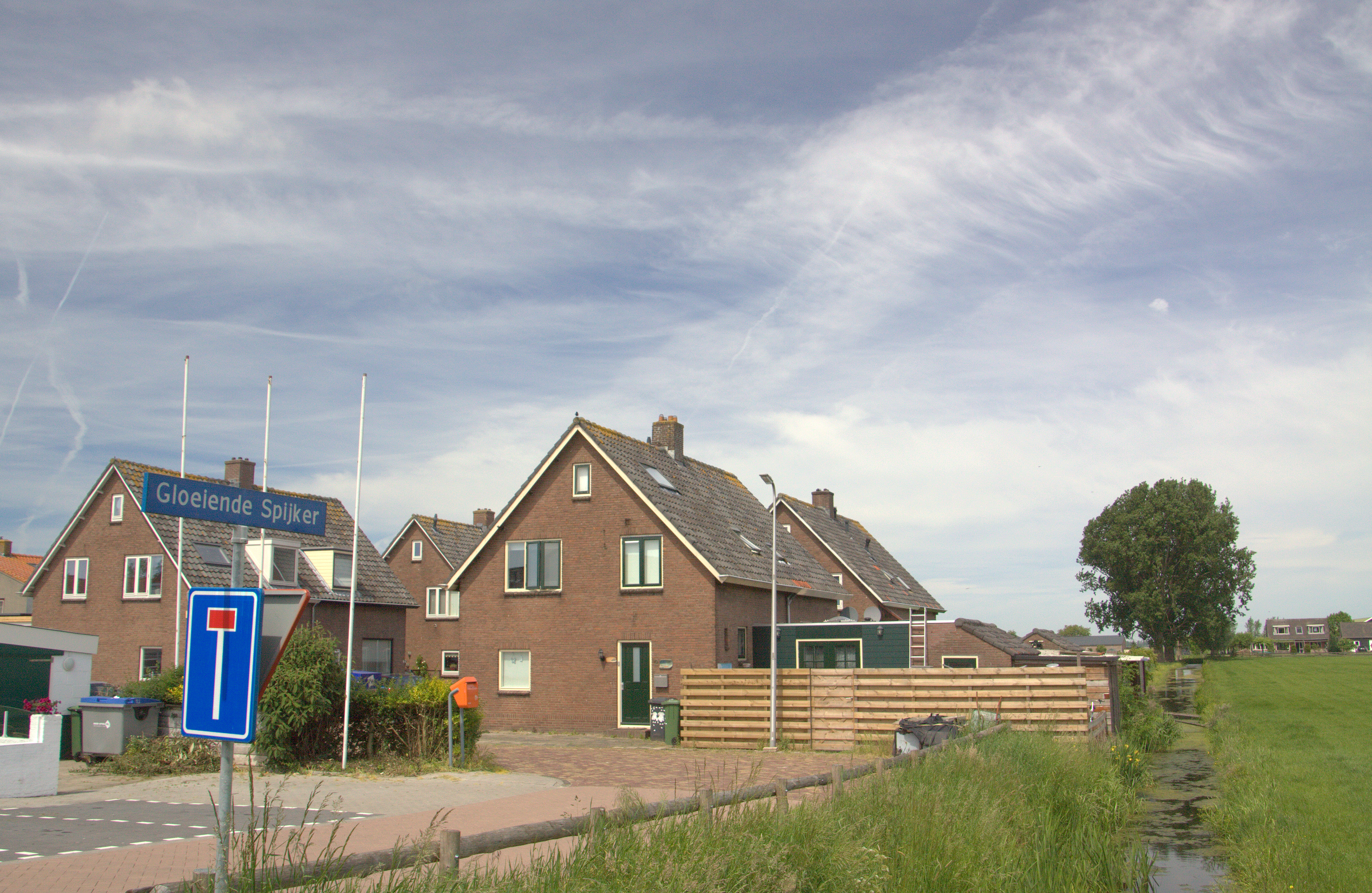
Het buurtje Gloeiende Spijker in Buurtschap De Bree. (2017)

De Bree is een buurtschap behorende tot de Nederlandse gemeente Bodegraven-Reeuwijk, in de provincie Zuid-Holland. Het ligt ten noorden van de Oude Rijn tussen Nieuwerbrug en Rietveld (een buurtschap van de gemeente Woerden). De naam Bree duidt op ontginning van het gebied door mensen die uit het oostelijk deel van Nederland kwamen. Het is een oude oostnederlandse benaming voor akker (Bride, Brida). De buurtschap lag in het Stichts-Hollands grensgebied.
De polder waarin De Bree ligt, heeft dezelfde naam als de buurtschap, en is in februari 1964 bij het opheffen van de gemeente Rietveld verdeeld over de gemeenten Woerden en Nieuwerbrug, dat uiteindelijk bij de gemeente Bodegraven-Reeuwijk kwam. De polder De Bree vormde samen met de Weijland een apart waterschap, Weijland en de Bree. De polder werd oorspronkelijk de Weijland bemalen door een windmolen, de Weijlandsmolen. In 1878/1879 werd op de plaats van die molen een stoomgemaal, waarmee de Weijlandsche Polder en de Breepolder gezamenlijk bemalen werden. Het waterschap De Stichtse Rijnlanden is verantwoordelijk voor het waterpeil in de gecombineerde polder, die zich uitstrekt tussen de Zegveldse Molenvliet aan de oostkant en de Meijevliet aan de westkant. Aan de zuidkant wordt de polder begrensd door de Oude Rijn, aan de noordkant door het riviertje De Meije.

## Naamgeving
De weg werd officieus Rijksstraatweg genoemd, of Lage Rijndijk, vanwege de Hoge Rijndijk aan de andere kant van de Oude Rijn. Op 26 augustus 1955 werd Rijksstraatweg de officiële naam, uitgegeven door de gemeente Rietveld. Toen de gemeentelijke herindeling in 1964 de weg over meerdere Zuid-Hollandse gemeenten verspreidde, werd de naam uiteindelijk De Bree, net als de achterliggende polder. De provinciegrens kwam er pas later te liggen, toen Woerden in 1989 bestuurlijk bij de provincie Utrecht ging horen.

## Zandwingat
Vlak bij de straat Gloeiende Spijker ligt net over de provinciegrens in de gemeente Woerden een zandwingat in het weiland, waar zand werd gewonnen voor de oude rijksweg tussen Leiden en Utrecht, die in 1820 werd opgeknapt.
Dorpen: Bodegraven · De Meije · Driebruggen · Nieuwerbrug · Reeuwijk-Brug · Reeuwijk-Dorp · Sluipwijk · Waarder

Buurtschappen: Abessinië · De Bree · Foreest · Hogebrug · Langeweide · Middelburg (deels) · Molenbrug · Noordzijde · Oosteinde · Oud-Reeuwijk · Oud-Bodegraven · Oudeweg · Oukoop · Platteweg · Randenburg · Tempel · Twaalfmorgen · Vogelzang/Blindeweg · Westeinde · Weijland · Weijpoort · Zuidzijde

Zuid-Holland: Steden en dorpen      Nederland: Provincies · Gemeenten